# William Burnside
William Burnside (n. 2 iulie 1852 - d. 21 august 1927) a fost un matematician englez cu contribuții deosebite în domeniul algebrei, în special în teoria grupurilor.
A fost profesor de matematică la Colegiul Maritim din Greenwich (din 1885).
A studiat diferite clase de grupuri, teoria caracterelor grupurilor.
A scris lucrări și din teoria probabilităților, despre funcțiile automorfe, despre teoria ecuațiilor diferențiale, teoria undelor lichidelor etc.
Cea mai valoroasă scriere a sa este: Teoria grupurilor de ordin finit, care a fost una dintre cele mai bune lucrări din acest domeniu.